# 미스트랄 (바람)

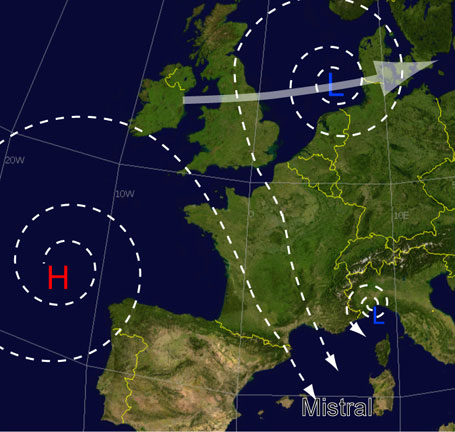
미스트랄이 불 때의 기압 배치

미스트랄(프랑스어: mistral)은 리옹만에서 겨울과 봄에 발생하는 기상 현상이다.
프랑스 남부에서 지중해 북부의 리온만으로 불어오는 강하고 차가운 북서풍이다. 이 바람은 종종 66km/h(41mph; 18m/s; 36kn)를 초과하고 때로는 185km/h(115mph; 51m/s; 100kn)에 이르는 지속적인 바람을 생성한다. 겨울과 봄에 가장 흔하며 두 계절 사이의 전환기에 가장 강한다. 65시간 이상 동안 30km/h(19mph; 8.3m/s; 16kn)를 초과하는 바람의 기간이 보고되었다.

## 같이 보기
- 시로코